# Diagnósticos asistidos por ordenador

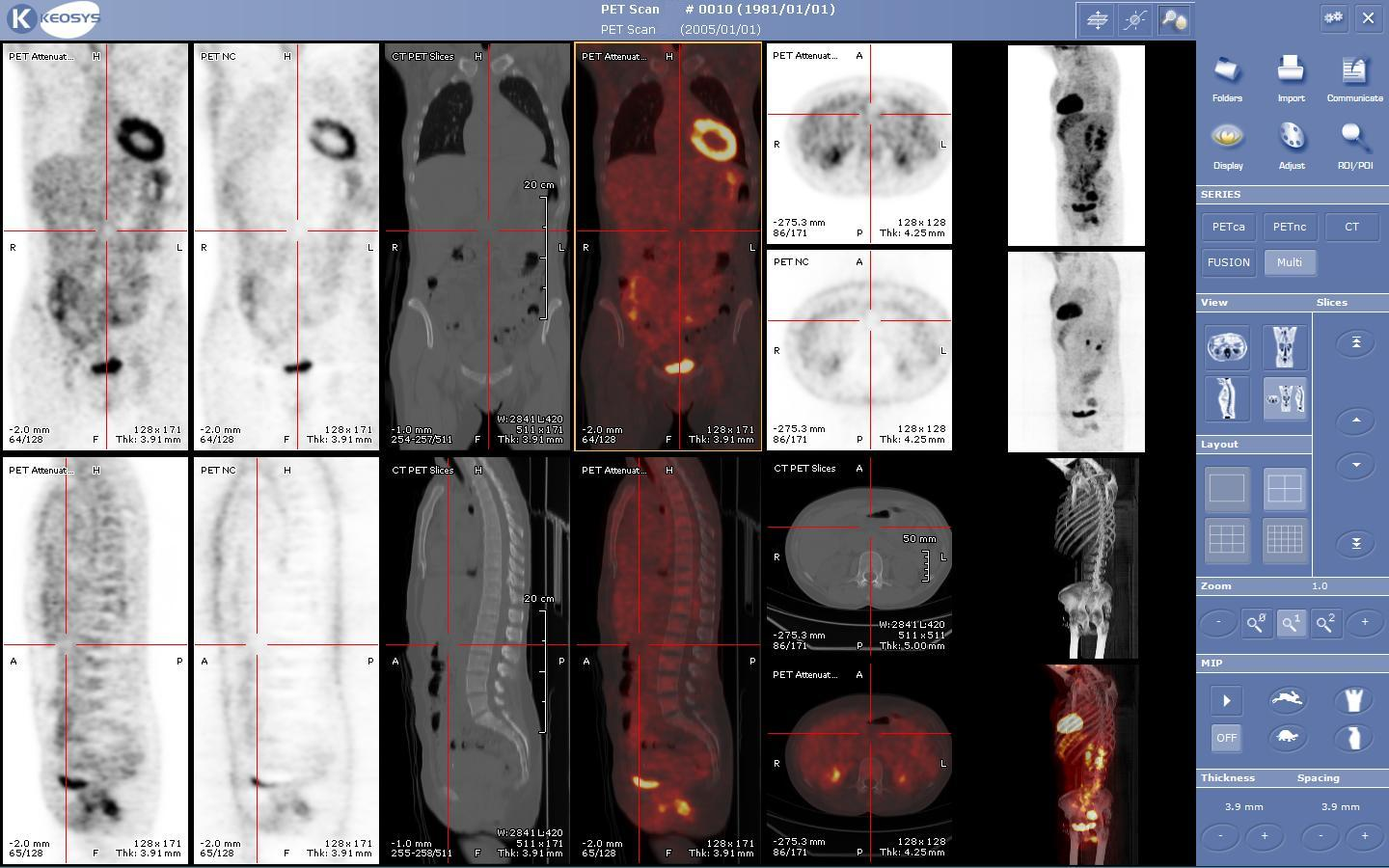
Interfaz de un conocido software utilitzado por los dispositivos DAO

Los diagnósticos asistidos por ordenador (DAO), en inglés Computer aided diagnosis (CAD), son procedimientos médicos que ayudan a los doctores en la interpretación de contenidos multimedia obtenidos en pruebas a las que se ha sometido el paciente, como por ejemplo las imágenes médicas. La idea de los diagnósticos asistidos por ordenador no es la de dar un diagnóstico completo a partir de la fuente, sino la de ayudar a quien se encarga de redactarlo para conseguir un diagnóstico óptimo.

Gracias a esta tecnología el doctor es capaz de interpretar toda la información visible, dado que las máquinas procesan al completo y no se les escapa información menor que, de otra forma, se le escaparían al ojo humano. De esta forma, resaltando la información relevante ayudan al especialista a no pasar por alto ningún detalle.

## Resumen
Los sistemas DAO son una tecnología interdisciplinaria, hoy en día aún muy joven, que combina la inteligencia artificial, el procesado digital de la imagen y la radiología. El procesado de la imagen basado en complejos sistemas de reconocimiento de patrones hace posible que el doctor, generalmente un radiólogo, pueda interpretar con mucha menos dificultad la información contenida en la imagen médica.

## Como funciona
Los sistemas DAO utilizan algoritmos para reconocer patrones en datos de pacientes que indican posibles anomalías. De la misma forma que un clínico se le enseña a identificar anomalías estudiando casos, los algoritmos DAO se les entrena a reconocer patrones de una primera base de datos finita con y sin anomalías. Esta base de datos se conoce con el nombre de “conjunto de entrenamiento” (del inglés, training set).

Una vez el sistema DAO se ha adaptado (entrenado) ya está listo para utilizarse en pacientes nuevos para detectar patrones de anomalías parecidos o descartarlos. Las clasificaciones de patrones en dispositivos DAO pretenden ser lo suficientemente fiables y eficientes para ayudar al especialista en la identificación y valoración de las mismas. En general, la fiabilidad de los dispositivos se estima mediante una base de datos diferente conocida como “conjunto de pruebas” (del inglés, test set).

## Metodología
La metodología de los sistemas DAO es, inevitablemente, muy parecida a la de un sistema de reconocimiento de patrones estándar:
- Preprocesado

En este paso se corrigen todas las imperfecciones de la imagen como el ruido y se armoniza la imagen en caso de sufrir diferencias en niveles de exposición en distintos puntos.
- Segmentación

Con la ayuda de una base de datos se buscan coincidencias para detectar estructuras importantes en la imagen y dejarlas definidas como regiones que posteriormente se analizaran individualmente.
- Estructuración

Se analiza cada una de las regiones previamente definidas para sonsacar información importante de cada una de ellas respecto a, por ejemplo:
- Forma
- Tamaño
- Situación
- Compacidad
- Relación con estructuras próximas

De esta forma nos quedan definidas regiones que podrían resultar interesantes para nuestro diagnóstico.
- Clasificación y Evaluación

Mediante varios procedimientos se analizan las diferentes regiones que hemos identificado previamente como relevantes. Cada uno de estos procedimientos cuenta con un límite que la región en cuestión debe superar para se considere relevante, de ser así, el mismo procedimiento la resalta para que no pase desapercibida para el, generalmente, radiólogo. Mencionar que es este último quien se encargará, finalmente, de decidir qué resulta relevante para el diagnóstico y qué no, eliminando los últimos para futuras consultas.

## Aplicaciones
Algunas de las aplicaciones de los sistemas DAO, especialmente cuando nos referimos a ellos en el campo del procesado de la imagen:
- Cáncer de pulmón
- Cáncer de mama
- Cáncer colorrectal
- Cardiopatía congénita
- Medicina nuclear

## Limitaciones
Como en toda tecnología, los sistemas DAO también tienen limitaciones:
- No hay garantía de solución: Contrariamente al pensamiento general, si el procedimiento funciona a la perfección, no debe garantizar un diagnóstico. Lo único que garantiza es una imagen con zonas para el algoritmo relevantes que el especialista deberá entonces considerar.
- Mantenimiento de la base de datos: El mayor problema de esta tecnología es el mantenimiento de la base de datos. Los algoritmos que deben detectar las regiones de interés necesitan consultar éstas bases donde se introducen las relaciones entre diferentes casos, hecho que provoca que el coste computacional del proceso crezca de forma exponencial hasta límites prohibitivos.
- Coste elevado: Como en la mayoría de jóvenes tecnologías, el coste económico  de los sistemas DAO es hoy en día aún muy elevado.

### Fiabilidad
Los sistemas DAO no pueden detectar, hoy en día, el 100% de cambios patológicos. La fiabilidad (tasa de aciertos) de estos puede llegar hasta el 90% dependiendo del sistema y la aplicación. Un acierto incorrecto, entendiendo como acierto incorrecto todos esos puntos que el sistema ha marcado como importantes sin necesariamente serlo, se denominan falsos positivos (FP), de forma que como menos FPs tengamos, más específico será nuestro procedimiento.